# Prodrive
 (mars 2021).
Si vous disposez d'ouvrages ou d'articles de référence ou si vous connaissez des sites web de qualité traitant du thème abordé ici, merci de compléter l'article en donnant les références utiles à sa vérifiabilité et en les liant à la section « Notes et références ».
Prodrive est une société anglaise, fondée en 1984 par David Richards, spécialisée dans la préparation automobile et le sport automobile. Son siège social est à Banbury en Grande-Bretagne.
Prodrive est notamment chargée de l'engagement officiel de voitures Subaru en championnat du monde des rallyes et de Ferrari et Aston Martin en endurance. Elle devait également être au départ du championnat du monde de Formule 1 2008 sous le nom de Prodrive F1 Team mais le projet avorta.
En 2004, Aston Martin et Prodrive créent l'écurie de course automobile Aston Martin Racing.
Le 12 mars 2007, Prodrive rachète Aston Martin au constructeur automobile américain Ford.

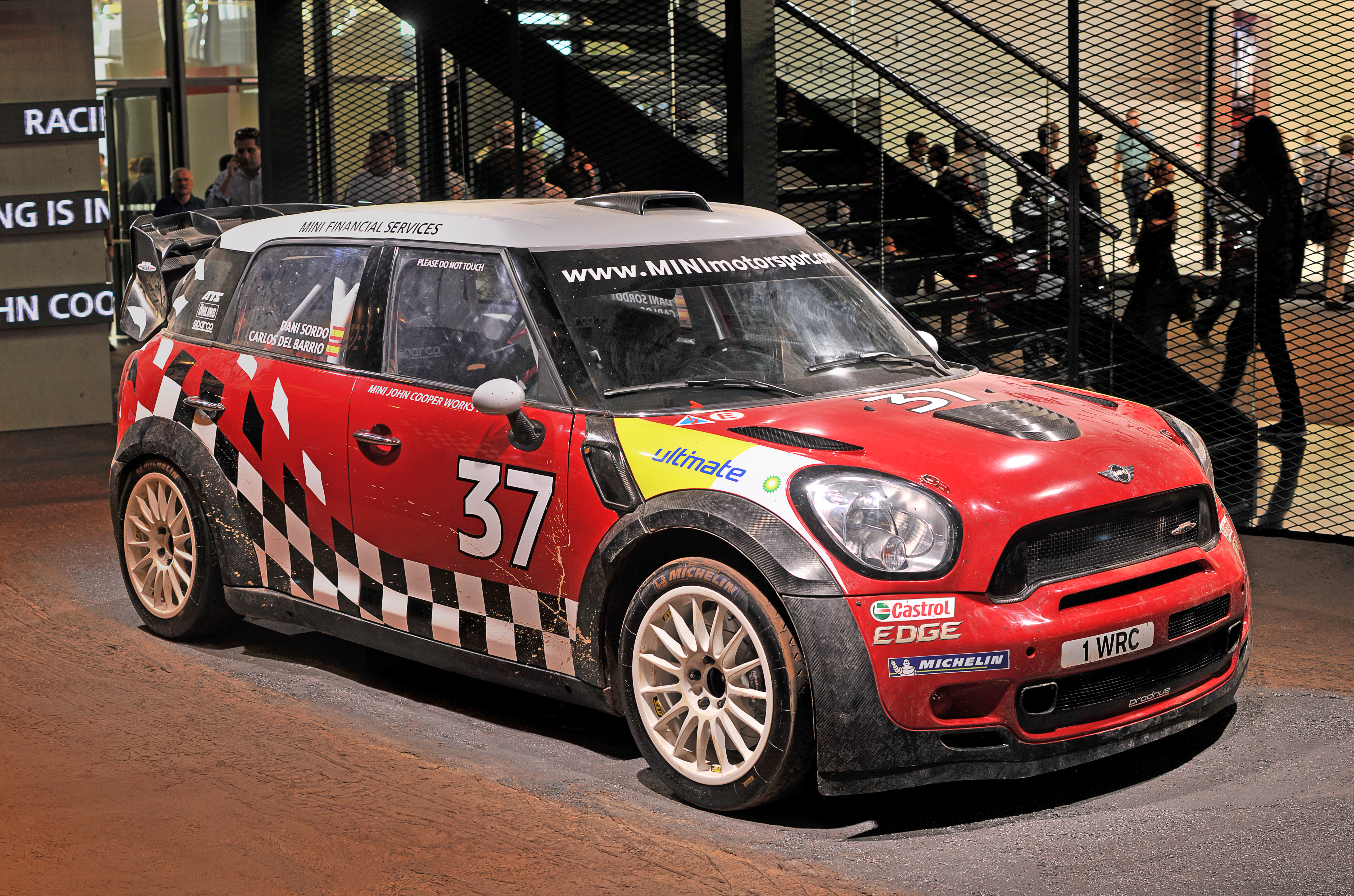
Mini WRC 2011.

En 2011, Prodrive fait son retour en rallye avec Mini ; Daniel Sordo et Kris Meeke disputent six rallyes. L'année suivante, Prodrive perd le statut d'équipe officielle Mini au profit de l'écurie Mini Portugal d'Armindo Araújo et Paulo Nobre.
À la suite de leur abandon sur le Rallye Dakar 2021, l'équipe sépare le duo Loeb-Elena en adjoignant à Loeb un nouveau coéquipier: Fabian Lurquin.

## Histoire
En décembre 2001, Prodrive a été engagé pour gérer le constructeur de Formule 1 infructueux British American Racing. Richards a été nommé directeur de l'équipe de BAR. Sous la direction de Prodrive, la fortune de l'équipe a changé et à la fin de la saison 2004, l'équipe BAR-Honda était deuxième au championnat des constructeurs de F1. À ce moment-là, les propriétaires, BAT (British American Tobacco), vendirent l'équipe à Honda. Le contrat de gestion de Prodrive a pris fin et le directeur général de Prodrive Nick Fry a assumé le rôle de chef d'équipe. Depuis, Prodrive a été associé à la Formule 1 à plusieurs reprises.
En 1995, Colin McRae remporte le Rallye de Grande-Bretagne au volant de la Subaru Impreza WRX 1995 preparee par Prodrive.
En 2018, l'équipe est revenue au rallycross en développant la Renault Mégane RS RX, la voiture de rallycross la plus avancée jamais créée, qui a participé au Championnat du monde de rallycross de la FIA en 2018 et 2019 avec l'écurie GC Kompetition.